# Хомів (заказник)
Хо́мів — ботанічний заказник місцевого значення в Україні. Об'єкт природно-заповідного фонду Івано-Франківської області. 
Розташований у межах Снятинського району Івано-Франківської області, на північний захід від села Іллінці. 
Площа 35 га. Статус надано згідно з рішенням облвиконкому від 19.07.1988 року № 128. Перебуває у віданні Іллінецької сільської ради. 
Статус надано для збереження місць зростання цінних угруповань лучних, лісових, лісостепових видів рослин. Зростають рідкісні види: любка дволиста, билинець довгоногий, лілія лісова, цибуля ведмежа (занесені до Червоної книги України).